# Александрос Айвалиотис
Александрос Айвалиотис или Евритиотис (на гръцки: Αλέξανδρος Αϊβαλιώτης, Ευρυθιώτης) е гръцки революционер, деец на гръцката въоръжена пропаганда в Македония.

## Биография
Александрос Айвалиотис е роден в малоазийския град Айвалък. Учи във Франция и Германия, но след смъртта на Павлос Мелас изоставя следването си, връща се в Македония и се поставя в услуга на Командния център на македонската борба в Солун. Основен организатор е на убийството на поп Стамат Танчев, протосингел на българската митрополия в Солун, което дезорганизира българските действия.
Изпратен е от македонския комитет на обиколка в Македония. Запознава се с андартските чети в Сярско и създава петнадесетчленна чета, действаща в Беласица, Поройско, Петричко и Мелнишко. Става генерален началник на четите в този район. Действа и в района на Нигрита. Сътрудничи си със Стерьос Влахвеис, но не успява да намери общ език с Дукас Гайдадзис. Сътрудничи и с гъркоманина Теодосий Ганчов. Айвалиотис оглавява и икономическата борба в Сярско, като налага глоби на гърците, купуващи стоки от местните българи.
Айвалиотис се сблъсква с останалите андартски капитани в Сярско, тъй като се опитва да се наложи като единствен общ лидер. От съперничество убива андартския капитан Йоанис Кодзярис.
След Младотурската революция тържествено слиза в Сяр с четата си. Дори и при Хуриета капитан Александрос продължава да тероризира българските села, тъй като серският гръцки комитет е уплашен да не би да се засили противопатриаршисткото движение и патриаршистките български села да последват примера на Елшан и да преминат към Българската екзархия. От 21 до 25 август 1908 г. обикаля с андартите си селата Орляк, Сякавец, Мерджан, Мъклен, Долно Караджово, Долна Камила, Горна Камила, Календра и Хомондос и навсякъде заплашва със смърт всички, които биха се осмелили да се обявят против гръцката църква.
Айвалиотис прави планове да стане генерал-губернатор на Македония, след като тя стане автономна. Сътрудничи си с младотурците и изпълнява тяхната молба да разкрие дейците на гръцкия комитет, като посочва и Йоанис Папазоглу. Гръцкият силогос „Орфей“ го отстранява и посочва мотивите си на гръцкото консулство. След убийството на Папазоглу в Солун от младотурците на 17 декември 1909 г. позициите му сред гръцката общност в Сяр стават още по-нестабилни. Гръцкият консул в Сяр Полихронидис иска инструкции от Централния комитет в Атина и получава заповед Айвалиотис да бъде екзекутиран, за да не последват нови разкрития на гръцки дейци. Дейците на „Орфеас“ започват да го следят. След като става ясно, че ще държи промладотурска реч в Димитрич, му е устроена засада от Константинос Хрисафис, сина на лекаря Анастасиос Хрисафис. Застрелян е от Андониос Доциос на моста на Струма, въпреки жандармерийския ескорт.